# Élections cantonales de 2011 dans la Somme
Les élections cantonales ont eu lieu les 20 et 27 mars 2011.

## Contexte départemental

### Assemblée départementale sortante
Avant les élections, le conseil général de la Somme est présidé par Christian Manable (PS). Il comprend 46 conseillers généraux issus des 46 cantons de la Somme. 23 d'entre eux sont renouvelables lors de ces élections.

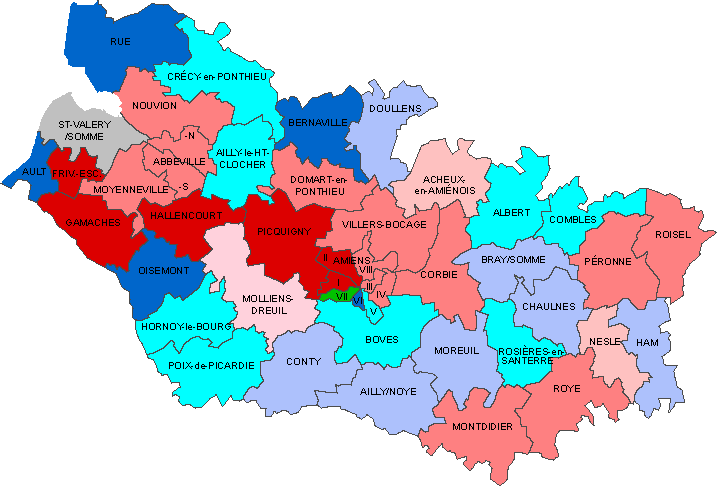
Conseil général avant les élections

| Parti                             | Sigle | Sigle | Élus | Groupe                     |
| --------------------------------- | ----- | ----- | ---- | -------------------------- |
| Majorité (24 sièges)              |       |       |      |                            |
| Parti socialiste                  |       | PS    | 14   | Somme à Gauche             |
| Divers gauche                     |       | DVG   | 1    | Somme à Gauche             |
| Parti radical de gauche           |       | PRG   | 1    | Somme à Gauche             |
| Europe Écologie Les Verts         |       | EELV  | 1    | Somme à Gauche             |
| Parti communiste français         |       | PCF   | 3    | Communistes et apparentés  |
| Divers gauche                     |       | DVG   | 1    | Communistes et apparentés  |
| Communistes en Somme              |       | COM   | 3    | DVG - Communistes en Somme |
| Opposition (20 sièges)            |       |       |      |                            |
| Nouveau Centre                    |       | NC    | 9    | Centre et Non-inscrits     |
| Divers droite                     |       | DVD   | 6    | Centre et Non-inscrits     |
| Union pour un mouvement populaire |       | UMP   | 5    | UMP et apparentés          |
| Divers (2 sièges)                 |       |       |      |                            |
| Divers droite                     |       | DVD   | 1    | Indépendants en Somme      |
| Sans étiquette (ex CPNT)          |       | SE    | 1    | Indépendants en Somme      |
| Président du conseil général      |       |       |      |                            |
| Christian Manable (PS)            |       |       |      |                            |

## Résultats à l'échelle du département
| Étiquette      | Étiquette                                | Premier tour | Premier tour | Second tour | Second tour | Sièges |
| Étiquette      | Étiquette                                | Voix         | %            | Voix        | %           | Sièges |
| -------------- | ---------------------------------------- | ------------ | ------------ | ----------- | ----------- | ------ |
|                | Somme à gauche (PS, PCF, EELV, PRG, DVG) | 25 878       | 24,19        | 41 472      | 45,56       | 14     |
|                | Parti socialiste                         | 12 403       | 11,59        | 41 472      | 45,56       | 14     |
|                | Colère et espoir                         | 7 824        | 7,31         | 7 083       | 7,78        | 0      |
|                | Front de gauche (PCF, PG, GU)            | 3 601        | 3,37         |             |             |        |
|                | Divers gauche                            | 938          | 0,88         |             |             |        |
| Gauche         | Gauche                                   | 50 644       | 47,34        | 48 555      | 53,34       | 14     |
|                |                                          |              |              |             |             |        |
|                | Majorité présidentielle (UMP, NC, DVD)   | 28 220       | 26,38        | 28 569      | 32,05       | 7      |
|                | Union pour un mouvement populaire        | 2 316        | 2,16         | 28 569      | 32,05       | 7      |
|                | Divers droite                            | 2 201        | 2,06         |             |             |        |
|                | Nouveau centre                           | 817          | 0,76         |             |             |        |
| Droite         | Droite                                   | 33 554       | 34,56        | 28 569      | 32,05       | 7      |
|                |                                          |              |              |             |             |        |
|                | Front national                           | 18 560       | 17,35        | 8 469       | 9,30        | 0      |
|                | Divers                                   | 3 532        | 3,30         | 4 822       | 5,30        | 2      |
|                | Extrême-gauche                           | 428          | 0,40         |             |             |        |
|                | Parti de la France                       | 259          | 0,24         |             |             |        |
|                |                                          |              |              |             |             |        |
| Inscrits       | Inscrits                                 | 219 407      | 100,00       | 200 319     | 100,00      |        |
| Abstentions    | Abstentions                              | 108 729      | 49,56        | 93 002      | 46,43       |        |
| Votants        | Votants                                  | 110 678      | 50,44        | 97 317      | 53,57       |        |
| Blancs et nuls | Blancs et nuls                           | 3 698        | 1,69         | 6 293       | 3,14        |        |
| Exprimés       | Exprimés                                 | 106 977      | 48,76        | 91 024      | 50,43       |        |

## Résultats par canton

### Canton d'Abbeville-Nord
| Candidats      | Candidats          | Étiquette      | Premier tour | Premier tour | Second tour | Second tour |
| Candidats      | Candidats          | Étiquette      | Voix         | %            | Voix        | %           |
| -------------- | ------------------ | -------------- | ------------ | ------------ | ----------- | ----------- |
|                | Gilbert Mathon*    | PS             | 2 609        | 48,15        | 3 873       | 69,83       |
|                | Catherine Cherfi   | FN             | 1 120        | 20,67        | 1 673       | 30,17       |
|                | Emmanuel Firmin    | UMP            | 1 071        | 19,77        |             |             |
|                | Michel Guillochon  | FG (PCF)       | 382          | 7,05         |             |             |
|                | Alexandra Meriguet | PDF            | 145          | 2,68         |             |             |
|                | Philippe Prigent   | (CE)           | 91           | 1,68         |             |             |
|                |                    |                |              |              |             |             |
| Inscrits       | Inscrits           | Inscrits       | 13 029       | 100,00       | 13 023      | 100,00      |
| Abstentions    | Abstentions        | Abstentions    | 7 436        | 57,07        | 6 965       | 53,48       |
| Votants        | Votants            | Votants        | 5 593        | 42,93        | 6 058       | 46,52       |
| Blancs et nuls | Blancs et nuls     | Blancs et nuls | 175          | 3,13         | 512         | 8,45        |
| Exprimés       | Exprimés           | Exprimés       | 5 418        | 96,87        | 5 546       | 91,55       |

*sortant

### Canton d'Acheux-en-Amiénois
| Candidats      | Candidats         | Étiquette      | Premier tour | Premier tour |
| Candidats      | Candidats         | Étiquette      | Voix         | %            |
| -------------- | ----------------- | -------------- | ------------ | ------------ |
|                | Jean-Paul Nigaut* | DVG            | 1 635        | 57,53        |
|                | Cédric Vasseur    | FN             | 653          | 22,98        |
|                | Jacques Gosselin  | UMP            | 554          | 19,49        |
|                |                   |                |              |              |
| Inscrits       | Inscrits          | Inscrits       | 5 018        | 100,00       |
| Abstentions    | Abstentions       | Abstentions    | 2 065        | 41,15        |
| Votants        | Votants           | Votants        | 2 953        | 58,85        |
| Blancs et nuls | Blancs et nuls    | Blancs et nuls | 111          | 3,76         |
| Exprimés       | Exprimés          | Exprimés       | 2 842        | 96,24        |

*sortant

### Canton d'Ailly-le-Haut-Clocher
| Candidats      | Candidats               | Étiquette             | Premier tour | Premier tour |
| Candidats      | Candidats               | Étiquette             | Voix         | %            |
| -------------- | ----------------------- | --------------------- | ------------ | ------------ |
|                | Daniel Dubois*          | NC                    | 1 910        | 53,29        |
|                | Emile Mahon             | PS                    | 822          | 22,93        |
|                | Jean-François Wojtysiak | FN                    | 630          | 17,58        |
|                | Aline Domitile          | Colère et espoir (CE) | 222          | 6,19         |
|                |                         |                       |              |              |
| Inscrits       | Inscrits                | Inscrits              | 5 857        | 100,00       |
| Abstentions    | Abstentions             | Abstentions           | 2 164        | 36,95        |
| Votants        | Votants                 | Votants               | 3 693        | 63,05        |
| Blancs et nuls | Blancs et nuls          | Blancs et nuls        | 109          | 2,95         |
| Exprimés       | Exprimés                | Exprimés              | 3 584        | 97,05        |

*sortant

### Canton d'Albert
| Candidats      | Candidats        | Étiquette             | Premier tour | Premier tour | Second tour | Second tour |
| Candidats      | Candidats        | Étiquette             | Voix         | %            | Voix        | %           |
| -------------- | ---------------- | --------------------- | ------------ | ------------ | ----------- | ----------- |
|                | Eric Coulon      | NC                    | 2 893        | 41,38        | 3 420       | 49,32       |
|                | Stéphane Brunel  | DVG                   | 2 357        | 33,71        | 3 514       | 50,68       |
|                | Yann Celos       | FN                    | 1 473        | 21,07        |             |             |
|                | Anthyme Ondicana | Colère et espoir (CE) | 269          | 3,85         |             |             |
|                |                  |                       |              |              |             |             |
| Inscrits       | Inscrits         | Inscrits              | 13 295       | 100,00       | 13 294      | 100,00      |
| Abstentions    | Abstentions      | Abstentions           | 6 084        | 45,76        | 5 948       | 44,74       |
| Votants        | Votants          | Votants               | 7 211        | 54,24        | 7 346       | 55,26       |
| Blancs et nuls | Blancs et nuls   | Blancs et nuls        | 219          | 3,04         | 412         | 5,61        |
| Exprimés       | Exprimés         | Exprimés              | 6 992        | 96,96        | 6 934       | 94,39       |

### Canton d'Amiens-4
| Candidats      | Candidats        | Étiquette             | Premier tour | Premier tour | Second tour | Second tour |
| Candidats      | Candidats        | Étiquette             | Voix         | %            | Voix        | %           |
| -------------- | ---------------- | --------------------- | ------------ | ------------ | ----------- | ----------- |
|                | Jean-Louis Piot* | PS                    | 2 157        | 36,38        | 3 486       | 60,93       |
|                | Maxime Gremetz   | Colère et espoir (CE) | 1 587        | 26,77        | 2 235       | 39,07       |
|                | Colette Finet    | FG (PCF)              | 1 081        | 18,23        |             |             |
|                | Salwa Barjoud    | Rad.                  | 928          | 15,65        |             |             |
|                | Daniel Ferté     | POI                   | 176          | 2,97         |             |             |
|                |                  |                       |              |              |             |             |
| Inscrits       | Inscrits         | Inscrits              | 15 955       | 100,00       | 15 955      | 100,00      |
| Abstentions    | Abstentions      | Abstentions           | 9 680        | 60,67        | 9 610       | 60,23       |
| Votants        | Votants          | Votants               | 6 275        | 39,33        | 6 345       | 39,77       |
| Blancs et nuls | Blancs et nuls   | Blancs et nuls        | 346          | 5,51         | 624         | 9,83        |
| Exprimés       | Exprimés         | Exprimés              | 5 929        | 94,49        | 5 721       | 90,17       |

*sortant

### Canton d'Amiens-5
| Candidats      | Candidats            | Étiquette             | Premier tour | Premier tour | Second tour | Second tour |
| Candidats      | Candidats            | Étiquette             | Voix         | %            | Voix        | %           |
| -------------- | -------------------- | --------------------- | ------------ | ------------ | ----------- | ----------- |
|                | Brigitte Fouré*      | NC                    | 2 241        | 42,15        | 2 827       | 50,18       |
|                | Romain Joron         | PS                    | 1 807        | 34,23        | 2 807       | 49,82       |
|                | Laurent Beuvain      | FG (PCF)              | 505          | 9,57         |             |             |
|                | Pascal Rifflart      | Rad.                  | 415          | 7,86         |             |             |
|                | Brigitte Devauchelle | Colère et espoir (CE) | 311          | 5,89         |             |             |
|                |                      |                       |              |              |             |             |
| Inscrits       | Inscrits             | Inscrits              | 14 556       | 100,00       | 14 556      | 100,00      |
| Abstentions    | Abstentions          | Abstentions           | 9 090        | 62,45        | 8 717       | 59,89       |
| Votants        | Votants              | Votants               | 5 466        | 37,55        | 5 839       | 40,11       |
| Blancs et nuls | Blancs et nuls       | Blancs et nuls        | 187          | 3,42         | 205         | 3,51        |
| Exprimés       | Exprimés             | Exprimés              | 5 279        | 96,58        | 5 634       | 96,49       |

*sortant

### Canton d'Amiens-6
| Candidats      | Candidats             | Étiquette      | Premier tour | Premier tour | Second tour | Second tour |
| Candidats      | Candidats             | Étiquette      | Voix         | %            | Voix        | %           |
| -------------- | --------------------- | -------------- | ------------ | ------------ | ----------- | ----------- |
|                | Marion Lepresle       | EELV           | 1 177        | 34,23        | 1 882       | 43,82       |
|                | Hubert de Jenlis*     | UMP            | 1 390        | 32,84        | 2 413       | 56,18       |
|                | Jean-Yves Bourgois    | DVD            | 647          | 15,29        |             |             |
|                | Jean-François Claisse | NC             | 419          | 9,99         |             |             |
|                | Fabienne Debeauvais   | FG (PCF)       | 291          | 6,88         |             |             |
|                | Dominique Fachon      | CNIP           | 174          | 4,11         |             |             |
|                | François Van Ecke     | MUP            | 78           | 1,84         |             |             |
|                | Jason Lamiaux         | SE             | 56           | 1,32         |             |             |
|                |                       |                |              |              |             |             |
| Inscrits       | Inscrits              | Inscrits       | 10 209       | 100,00       | 10 209      | 100,00      |
| Abstentions    | Abstentions           | Abstentions    | 5 858        | 57,38        | 5 660       | 55,44       |
| Votants        | Votants               | Votants        | 4 351        | 42,62        | 4 549       | 44,56       |
| Blancs et nuls | Blancs et nuls        | Blancs et nuls | 119          | 2,74         | 254         | 5,58        |
| Exprimés       | Exprimés              | Exprimés       | 4 232        | 97,26        | 4 295       | 94,42       |

*sortant

### Canton d'Amiens-7
| Candidats      | Candidats          | Étiquette             | Premier tour | Premier tour | Second tour | Second tour |
| Candidats      | Candidats          | Étiquette             | Voix         | %            | Voix        | %           |
| -------------- | ------------------ | --------------------- | ------------ | ------------ | ----------- | ----------- |
|                | Jean-Pierre Tetu*  | EELV                  | 1 400        | 33,23        | 2 386       | 57,19       |
|                | Marc Thilot        | UMP                   | 926          | 21,98        | 1 786       | 42,81       |
|                | Abdelkader Cherfi  | FN                    | 713          | 16,92        |             |             |
|                | Nathalie Levallard | NC                    | 398          | 9,45         |             |             |
|                | Marianne Mugnier   | FG (GU)               | 299          | 7,10         |             |             |
|                | Joël Doublet       | Colère et espoir (CE) | 209          | 4,96         |             |             |
|                | Anthony Leite      | PR                    | 141          | 3,35         |             |             |
|                | Didier Etroit      | MRC                   | 69           | 1,64         |             |             |
|                | Lydia Sosson       | DVD                   | 58           | 1,38         |             |             |
|                |                    |                       |              |              |             |             |
| Inscrits       | Inscrits           | Inscrits              | 11 373       | 100,00       | 11 373      | 100,00      |
| Abstentions    | Abstentions        | Abstentions           | 7 030        | 61,81        | 6 939       | 61,01       |
| Votants        | Votants            | Votants               | 4 343        | 38,19        | 4 434       | 38,99       |
| Blancs et nuls | Blancs et nuls     | Blancs et nuls        | 130          | 2,99         | 262         | 5,91        |
| Exprimés       | Exprimés           | Exprimés              | 4 213        | 97,01        | 4 172       | 94,09       |

*sortant

### Canton d'Ault
| Candidats      | Candidats                 | Étiquette             | Premier tour | Premier tour | Second tour | Second tour |
| Candidats      | Candidats                 | Étiquette             | Voix         | %            | Voix        | %           |
| -------------- | ------------------------- | --------------------- | ------------ | ------------ | ----------- | ----------- |
|                | Emmanuel Maquet*          | UMP                   | 2 062        | 44,53        | 1 910       | 53,29       |
|                | Raynald Boulenger         | PS                    | 1 005        | 21,70        | 2 208       | 46,71       |
|                | Jean Renou                | FN                    | 714          | 15,42        |             |             |
|                | François-Nicolas Defacque | FG (PCF)              | 690          | 14,90        |             |             |
|                | Jean-Michel Herlin        | Colère et espoir (CE) | 160          | 3,45         |             |             |
|                |                           |                       |              |              |             |             |
| Inscrits       | Inscrits                  | Inscrits              | 8 506        | 100,00       | 8 505       | 100,00      |
| Abstentions    | Abstentions               | Abstentions           | 3 723        | 43,77        | 3 476       | 40,87       |
| Votants        | Votants                   | Votants               | 4 783        | 53,23        | 5 029       | 59,13       |
| Blancs et nuls | Blancs et nuls            | Blancs et nuls        | 152          | 3,18         | 302         | 6,01        |
| Exprimés       | Exprimés                  | Exprimés              | 4 631        | 96,82        | 4 727       | 93,99       |

*sortant

### Canton de Combles
| Candidats      | Candidats         | Étiquette             | Premier tour | Premier tour | Second tour | Second tour |
| Candidats      | Candidats         | Étiquette             | Voix         | %            | Voix        | %           |
| -------------- | ----------------- | --------------------- | ------------ | ------------ | ----------- | ----------- |
|                | Dominique Camus*  | NC                    | 915          | 45,19        | 1 248       | 65,07       |
|                | Gérard Parsy      | FG (PCF)              | 448          | 22,12        | 670         | 34,93       |
|                | Romain Dumbala    | FN                    | 314          | 15,51        |             |             |
|                | Didier Samain     | DVD                   | 313          | 15,46        |             |             |
|                | Denis Charpentier | Colère et espoir (CE) | 35           | 1,73         |             |             |
|                |                   |                       |              |              |             |             |
| Inscrits       | Inscrits          | Inscrits              | 3 228        | 100,00       | 3 228       | 100,00      |
| Abstentions    | Abstentions       | Abstentions           | 1 170        | 36,25        | 1 218       | 37,73       |
| Votants        | Votants           | Votants               | 2 058        | 63,75        | 2 010       | 62,27       |
| Blancs et nuls | Blancs et nuls    | Blancs et nuls        | 33           | 1,60         | 92          | 4,58        |
| Exprimés       | Exprimés          | Exprimés              | 2 025        | 98,40        | 1 918       | 95,42       |

*sortant

### Canton de Conty
| Candidats      | Candidats             | Étiquette      | Premier tour | Premier tour | Second tour | Second tour |
| Candidats      | Candidats             | Étiquette      | Voix         | %            | Voix        | %           |
| -------------- | --------------------- | -------------- | ------------ | ------------ | ----------- | ----------- |
|                | Jean-Christophe Loric | Modem          | 1 465        | 39,13        | 1 993       | 51,02       |
|                | Guy Lacherez*         | DVD            | 1 240        | 33,12        | 1 913       | 48,98       |
|                | Pascal Dacheux        | PRG            | 707          | 18,88        |             |             |
|                | Youssef Amara         | PS             | 332          | 8,87         |             |             |
|                |                       |                |              |              |             |             |
| Inscrits       | Inscrits              | Inscrits       | 7 145        | 100,00       | 7 145       | 100,00      |
| Abstentions    | Abstentions           | Abstentions    | 3 204        | 44,84        | 2 914       | 40,78       |
| Votants        | Votants               | Votants        | 3 941        | 55,16        | 4 231       | 59,22       |
| Blancs et nuls | Blancs et nuls        | Blancs et nuls | 197          | 5,00         | 325         | 7,68        |
| Exprimés       | Exprimés              | Exprimés       | 3 744        | 95,00        | 3 906       | 92,32       |

*sortant

### Canton de Corbie
| Candidats      | Candidats          | Étiquette             | Premier tour | Premier tour | Second tour | Second tour |
| Candidats      | Candidats          | Étiquette             | Voix         | %            | Voix        | %           |
| -------------- | ------------------ | --------------------- | ------------ | ------------ | ----------- | ----------- |
|                | Isabelle Demaison* | PS                    | 3 314        | 40,73        | 4 837       | 60,28       |
|                | Alain Babaut       | NC                    | 2 600        | 31,95        | 3 187       | 39,72       |
|                | Patrice Delarue    | FN                    | 1 741        | 21,40        |             |             |
|                | Eric Lavoisier     | FG (PCF)              | 353          | 4,34         |             |             |
|                | Bruno Galloo       | Colère et espoir (CE) | 129          | 1,59         |             |             |
|                |                    |                       |              |              |             |             |
| Inscrits       | Inscrits           | Inscrits              | 15 838       | 100,00       | 15 837      | 100,00      |
| Abstentions    | Abstentions        | Abstentions           | 7 422        | 46,86        | 7 351       | 46,42       |
| Votants        | Votants            | Votants               | 8 416        | 53,14        | 8 486       | 53,58       |
| Blancs et nuls | Blancs et nuls     | Blancs et nuls        | 279          | 3,32         | 462         | 5,44        |
| Exprimés       | Exprimés           | Exprimés              | 8 137        | 96,68        | 8 024       | 94,56       |

*sortant

### Canton de Doullens
| Candidats      | Candidats            | Étiquette             | Premier tour | Premier tour | Second tour | Second tour |
| Candidats      | Candidats            | Étiquette             | Voix         | %            | Voix        | %           |
| -------------- | -------------------- | --------------------- | ------------ | ------------ | ----------- | ----------- |
|                | Christian Vlaeminck* | DVD                   | 2 013        | 42,53        | 2 508       | 54,13       |
|                | Pascal Destres       | PS                    | 1 344        | 28,40        | 2 125       | 45,87       |
|                | Philippe Pioche      | FN                    | 1 158        | 24,47        |             |             |
|                | Luce-Marie Radenne   | Colère et espoir (CE) | 218          | 4,61         |             |             |
|                |                      |                       |              |              |             |             |
| Inscrits       | Inscrits             | Inscrits              | 9 932        | 100,00       | 9 932       | 100,00      |
| Abstentions    | Abstentions          | Abstentions           | 5 000        | 50,34        | 4 881       | 49,14       |
| Votants        | Votants              | Votants               | 4 932        | 49,66        | 5 051       | 50,86       |
| Blancs et nuls | Blancs et nuls       | Blancs et nuls        | 199          | 4,03         | 418         | 8,28        |
| Exprimés       | Exprimés             | Exprimés              | 4 733        | 95,97        | 4 633       | 91,72       |

*sortant

### Canton de Friville-Escarbotin
| Candidats      | Candidats            | Étiquette      | Premier tour | Premier tour | Second tour | Second tour |
| Candidats      | Candidats            | Étiquette      | Voix         | %            | Voix        | %           |
| -------------- | -------------------- | -------------- | ------------ | ------------ | ----------- | ----------- |
|                | David Lefevre        | SE             | 1 927        | 36,50        | 2 829       | 53,41       |
|                | Thierry Vansevenant* | COM-PCF        | 1 698        | 32,16        | 2 468       | 46,59       |
|                | Sylvie Bortoli       | PS             | 717          | 13,58        |             |             |
|                | Yves Lemesle         | FN             | 700          | 13,26        |             |             |
|                | Patrick Delaittre    | UMP            | 238          | 4,51         |             |             |
|                |                      |                |              |              |             |             |
| Inscrits       | Inscrits             | Inscrits       | 9 515        | 100,00       | 9 514       | 100,00      |
| Abstentions    | Abstentions          | Abstentions    | 4 077        | 42,85        | 3 923       | 41,23       |
| Votants        | Votants              | Votants        | 5 438        | 57,15        | 5 591       | 58,77       |
| Blancs et nuls | Blancs et nuls       | Blancs et nuls | 158          | 2,91         | 294         | 5,26        |
| Exprimés       | Exprimés             | Exprimés       | 5 280        | 97,09        | 5 297       | 94,74       |

*sortant

### Canton de Gamaches
| Candidats      | Candidats         | Étiquette      | Premier tour | Premier tour | Second tour | Second tour |
| Candidats      | Candidats         | Étiquette      | Voix         | %            | Voix        | %           |
| -------------- | ----------------- | -------------- | ------------ | ------------ | ----------- | ----------- |
|                | Daniel Destruel   | PS             | 1 799        | 33,11        | 2 516       | 51,39       |
|                | Jacques Pecquery* | COM-PCF        | 1 787        | 32,89        | 2 380       | 48,61       |
|                | Denis Mouillard   | FN             | 1 011        | 18,61        |             |             |
|                | Jérôme Maillard   | UMP            | 836          | 15,39        |             |             |
|                |                   |                |              |              |             |             |
| Inscrits       | Inscrits          | Inscrits       | 9 669        | 100,00       | 9 669       | 100,00      |
| Abstentions    | Abstentions       | Abstentions    | 4 028        | 41,66        | 4 051       | 41,90       |
| Votants        | Votants           | Votants        | 5 641        | 58,34        | 5 618       | 58,10       |
| Blancs et nuls | Blancs et nuls    | Blancs et nuls | 208          | 3,69         | 722         | 12,85       |
| Exprimés       | Exprimés          | Exprimés       | 5 433        | 96,31        | 4 896       | 87,15       |

*sortant

### Canton de Molliens-Dreuil
| Candidats      | Candidats            | Étiquette      | Premier tour | Premier tour |
| Candidats      | Candidats            | Étiquette      | Voix         | %            |
| -------------- | -------------------- | -------------- | ------------ | ------------ |
|                | Jean-Jacques Stoter* | PRG            | 2 391        | 54,73        |
|                | Benjamin Fourdrinier | FN             | 815          | 18,65        |
|                | Jean-Marc Labesse    | UMP            | 598          | 13,69        |
|                | Albert Noblesse      | UMP            | 451          | 10,32        |
|                | Francis Magnier      | EXD            | 114          | 2,61         |
|                |                      |                |              |              |
| Inscrits       | Inscrits             | Inscrits       | 8 056        | 100,00       |
| Abstentions    | Abstentions          | Abstentions    | 3 560        | 44,19        |
| Votants        | Votants              | Votants        | 4 496        | 55,81        |
| Blancs et nuls | Blancs et nuls       | Blancs et nuls | 127          | 2,82         |
| Exprimés       | Exprimés             | Exprimés       | 4 369        | 97,18        |

*sortant

### Canton de Montdidier
| Candidats      | Candidats          | Étiquette      | Premier tour | Premier tour | Second tour | Second tour |
| Candidats      | Candidats          | Étiquette      | Voix         | %            | Voix        | %           |
| -------------- | ------------------ | -------------- | ------------ | ------------ | ----------- | ----------- |
|                | Catherine Quignon* | PS             | 1 832        | 40,32        | 2 290       | 46,57       |
|                | Didier Duhamel     | FN             | 1 233        | 27,13        | 1 409       | 28,66       |
|                | Jean Heintz        | UMP            | 1 143        | 25,15        | 1 218       | 24,77       |
|                | Laurent Donnet     | NPA            | 252          | 5,55         |             |             |
|                | Mickael Clabaut    | DVG            | 84           | 1,85         |             |             |
|                |                    |                |              |              |             |             |
| Inscrits       | Inscrits           | Inscrits       | 9 069        | 100,00       | 9 062       | 100,00      |
| Abstentions    | Abstentions        | Abstentions    | 4 358        | 48,05        | 3 975       | 43,86       |
| Votants        | Votants            | Votants        | 4 711        | 51,95        | 5 087       | 56,14       |
| Blancs et nuls | Blancs et nuls     | Blancs et nuls | 167          | 3,54         | 170         | 3,34        |
| Exprimés       | Exprimés           | Exprimés       | 4 544        | 96,46        | 4 917       | 96,66       |

*sortant

### Canton de Moyenneville
| Candidats      | Candidats          | Étiquette      | Premier tour | Premier tour | Second tour | Second tour |
| Candidats      | Candidats          | Étiquette      | Voix         | %            | Voix        | %           |
| -------------- | ------------------ | -------------- | ------------ | ------------ | ----------- | ----------- |
|                | Bernard Davergne*  | PS             | 1 914        | 49,04        | 2 617       | 67,76       |
|                | Christian Mandosse | FN             | 897          | 22,98        | 1 245       | 32,24       |
|                | Daniel Leborgne    | UMP            | 700          | 17,93        |             |             |
|                | Jacques Merlier    | COM            | 392          | 10,04        |             |             |
|                |                    |                |              |              |             |             |
| Inscrits       | Inscrits           | Inscrits       | 7 471        | 100,00       | 7 473       | 100,00      |
| Abstentions    | Abstentions        | Abstentions    | 3 370        | 45,11        | 3 190       | 42,69       |
| Votants        | Votants            | Votants        | 4 101        | 54,89        | 4 283       | 57,31       |
| Blancs et nuls | Blancs et nuls     | Blancs et nuls | 198          | 4,83         | 421         | 9,83        |
| Exprimés       | Exprimés           | Exprimés       | 3 903        | 95,17        | 3 862       | 90,17       |

*sortant

### Canton de Nesle
| Candidats      | Candidats       | Étiquette      | Premier tour | Premier tour | Second tour | Second tour |
| Candidats      | Candidats       | Étiquette      | Voix         | %            | Voix        | %           |
| -------------- | --------------- | -------------- | ------------ | ------------ | ----------- | ----------- |
|                | Paul Pilot*     | DVG (App. PCF) | 1 588        | 49,94        | 1 767       | 52,53       |
|                | Frédéric Demule | NC             | 832          | 26,16        | 829         | 24,64       |
|                | Marc Splingart  | FN             | 760          | 23,90        | 768         | 22,83       |
|                |                 |                |              |              |             |             |
| Inscrits       | Inscrits        | Inscrits       | 6 052        | 100,00       | 6 052       | 100,00      |
| Abstentions    | Abstentions     | Abstentions    | 3 180        | 46,12        | 2 620       | 43,29       |
| Votants        | Votants         | Votants        | 3 261        | 53,88        | 3 432       | 56,71       |
| Blancs et nuls | Blancs et nuls  | Blancs et nuls | 81           | 2,48         | 68          | 1,98        |
| Exprimés       | Exprimés        | Exprimés       | 3 180        | 97,52        | 3 364       | 98,02       |

*sortant

### Canton de Roisel
| Candidats      | Candidats          | Étiquette             | Premier tour | Premier tour | Second tour | Second tour |
| Candidats      | Candidats          | Étiquette             | Voix         | %            | Voix        | %           |
| -------------- | ------------------ | --------------------- | ------------ | ------------ | ----------- | ----------- |
|                | Michel Boulogne*   | PS                    | 1 573        | 45,45        | 2 027       | 60,51       |
|                | Jean-Michel Martin | DVD                   | 1 004        | 29,01        | 1 323       | 39,49       |
|                | Mathieu Huguet     | FN                    | 643          | 18,58        |             |             |
|                | Pierre Decarnelle  | Colère et espoir (CE) | 157          | 4,54         |             |             |
|                | Daniel Bonifacio   | SE                    | 84           | 2,43         |             |             |
|                |                    |                       |              |              |             |             |
| Inscrits       | Inscrits           | Inscrits              | 5 914        | 100,00       | 5 922       | 100,00      |
| Abstentions    | Abstentions        | Abstentions           | 2 392        | 40,45        | 2 441       | 41,22       |
| Votants        | Votants            | Votants               | 3 522        | 59,55        | 3 481       | 58,78       |
| Blancs et nuls | Blancs et nuls     | Blancs et nuls        | 61           | 1,73         | 131         | 3,76        |
| Exprimés       | Exprimés           | Exprimés              | 3 461        | 98,27        | 3 350       | 96,24       |

*sortant

### Canton de Roye
| Candidats      | Candidats          | Étiquette             | Premier tour | Premier tour | Second tour | Second tour |
| Candidats      | Candidats          | Étiquette             | Voix         | %            | Voix        | %           |
| -------------- | ------------------ | --------------------- | ------------ | ------------ | ----------- | ----------- |
|                | Christine Lefevre* | PS                    | 2 036        | 41,71        | 2 467       | 47,51       |
|                | Georges Loisier    | DVD                   | 1 330        | 27,25        | 1 399       | 26,94       |
|                | François Grenier   | FN                    | 1 307        | 26,78        | 1 327       | 25,55       |
|                | Patrice Caron      | Colère et espoir (CE) | 208          | 4,26         |             |             |
|                |                    |                       |              |              |             |             |
| Inscrits       | Inscrits           | Inscrits              | 9 629        | 100,00       | 9 628       | 100,00      |
| Abstentions    | Abstentions        | Abstentions           | 4 614        | 47,92        | 4 300       | 44,66       |
| Votants        | Votants            | Votants               | 5 015        | 52,08        | 5 328       | 55,34       |
| Blancs et nuls | Blancs et nuls     | Blancs et nuls        | 134          | 2,67         | 135         | 2,53        |
| Exprimés       | Exprimés           | Exprimés              | 4 881        | 97,33        | 5 193       | 97,47       |

*sortant

### Canton de Rue
| Candidats      | Candidats          | Étiquette             | Premier tour | Premier tour | Second tour | Second tour |
| Candidats      | Candidats          | Étiquette             | Voix         | %            | Voix        | %           |
| -------------- | ------------------ | --------------------- | ------------ | ------------ | ----------- | ----------- |
|                | Jean-Louis Wadoux* | UMP                   | 1 871        | 39,57        | 2 588       | 55,84       |
|                | Yvon Flahaut       | FN                    | 1 463        | 30,94        | 2 047       | 44,16       |
|                | Daniel Jeninez     | PS                    | 1 206        | 25,51        |             |             |
|                | Monique Tellier    | Colère et espoir (CE) | 188          | 3,98         |             |             |
|                |                    |                       |              |              |             |             |
| Inscrits       | Inscrits           | Inscrits              | 9 942        | 100,00       | 9 942       | 100,00      |
| Abstentions    | Abstentions        | Abstentions           | 5 009        | 50,38        | 4 823       | 48,51       |
| Votants        | Votants            | Votants               | 4 933        | 49,62        | 5 119       | 51,49       |
| Blancs et nuls | Blancs et nuls     | Blancs et nuls        | 205          | 4,16         | 484         | 9,45        |
| Exprimés       | Exprimés           | Exprimés              | 4 728        | 95,84        | 4 635       | 90,55       |

*sortant

### Canton de Villers-Bocage
| Candidats      | Candidats          | Étiquette             | Premier tour | Premier tour |
| Candidats      | Candidats          | Étiquette             | Voix         | %            |
| -------------- | ------------------ | --------------------- | ------------ | ------------ |
|                | Christian Manable* | PS                    | 2 818        | 51,83        |
|                | Francine Briault   | DVD                   | 1 241        | 22,83        |
|                | Hervé Courboin     | FN                    | 1 215        | 22,35        |
|                | Céline Bouziani    | Colère et espoir (CE) | 163          | 3,00         |
|                |                    |                       |              |              |
| Inscrits       | Inscrits           | Inscrits              | 10 149       | 100,00       |
| Abstentions    | Abstentions        | Abstentions           | 4 604        | 45,36        |
| Votants        | Votants            | Votants               | 5 545        | 54,64        |
| Blancs et nuls | Blancs et nuls     | Blancs et nuls        | 108          | 1,95         |
| Exprimés       | Exprimés           | Exprimés              | 5 437        | 98,05        |

*sortant

## Conseil général élu

### Liste des élus
| Canton                | Conseiller sortant  | Étiquette | Candidat élu          | Étiquette |
| --------------------- | ------------------- | --------- | --------------------- | --------- |
| Abbeville-Nord        | Gilbert Mathon      | PS        | Gilbert Mathon        | PS        |
| Acheux-en-Amiénois    | Jean-Paul Nigaut    | DVG       | Jean-Paul Nigaut      | DVG       |
| Ailly-le-Haut-Clocher | Daniel Dubois       | NC        | Daniel Dubois         | NC        |
| Albert                | Fernand Demilly *   | NC        | Stéphane Brunel       | DVG       |
| Amiens-Est            | Jean-Louis Piot     | PS        | Jean-Louis Piot       | PS        |
| Amiens-Sud-Est        | Brigitte Fouré      | NC        | Brigitte Fouré        | NC        |
| Amiens-Sud            | Hubert Henno *      | UMP       | Hubert de Jenlis      | UMP       |
| Amiens-Sud-Ouest      | Jean-Pierre Tétu    | EELV      | Jean-Pierre Tétu      | EELV      |
| Ault                  | Emmanuel Maquet     | UMP       | Emmanuel Maquet       | UMP       |
| Combles               | Dominique Camus     | NC        | Dominique Camus       | NC        |
| Conty                 | Guy Lacherez        | DVD       | Jean-Christophe Loric | MoDem     |
| Corbie                | Isabelle Demaison   | PS        | Isabelle Demaison     | PS        |
| Doullens              | Christian Vlaeminck | DVD       | Christian Vlaeminck   | DVD       |
| Friville-Escarbotin   | Thierry Vansevenant | COM       | David Lefèvre         | SE        |
| Gamaches              | Jacques Pecquery    | COM       | Daniel Destruel       | PS        |
| Molliens-Dreuil       | Jean-Jacques Stoter | PRG       | Jean-Jacques Stoter   | PRG       |
| Montdidier            | Catherine Quignon   | PS        | Catherine Quignon     | PS        |
| Moyenneville          | Bernard Davergne    | PS        | Bernard Davergne      | PS        |
| Nesle                 | Paul Pilot          | app. PCF  | Paul Pilot            | app. PCF  |
| Roisel                | Michel Boulogne     | PS        | Michel Boulogne       | PS        |
| Roye                  | Christine Lefèvre   | PS        | Christine Lefèvre     | PS        |
| Rue                   | Jean-Louis Wadoux   | UMP       | Jean-Louis Wadoux     | UMP       |
| Villers-Bocage        | Christian Manable   | PS        | Christian Manable     | PS        |

*Conseillers généraux sortants ne se représentant pas

### Élus
| Partis       | Partis                            | Conseillers sortants | Conseillers élus | Évolution     |
| ------------ | --------------------------------- | -------------------- | ---------------- | ------------- |
|              | Parti socialiste                  | 8                    | 9                | 1             |
|              | Divers gauche                     | 2                    | 3                | 1             |
|              | Parti radical de gauche           | 1                    | 1                | en stagnation |
|              | Europe Écologie - Les Verts       | 1                    | 1                | en stagnation |
|              | Communistes en Somme              | 2                    | 0                | 2             |
| Total Gauche | Total Gauche                      | 14                   | 14               | en stagnation |
|              | Nouveau centre                    | 4                    | 3                | 1             |
|              | Union pour un mouvement populaire | 3                    | 3                | en stagnation |
|              | Divers droite                     | 2                    | 1                | 1             |
| Total Droite | Total Droite                      | 9                    | 7                | 2             |
|              | Sans étiquette                    | 0                    | 1                | 1             |
|              | Mouvement démocrate               | 0                    | 1                | 1             |
| Total Divers | Total Divers                      | 0                    | 2                | 2             |

### Groupes politiques

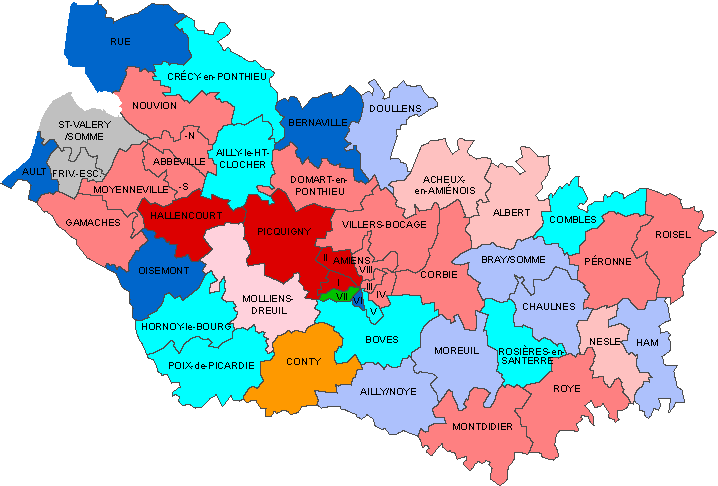
Conseil général depuis 2011

| Parti                             | Sigle | Sigle | Élus | Groupe                             |
| --------------------------------- | ----- | ----- | ---- | ---------------------------------- |
| Majorité (24 sièges)              |       |       |      |                                    |
| Parti socialiste                  |       | PS    | 15   | Somme à Gauche                     |
| Divers gauche                     |       | DVG   | 2    | Somme à Gauche                     |
| Parti radical de gauche           |       | PRG   | 1    | Somme à Gauche                     |
| Europe Écologie Les Verts         |       | EELV  | 1    | Somme à Gauche                     |
| Parti communiste français         |       | PCF   | 4    | Front de Gauche, PCF et apparentés |
| Divers gauche                     |       | DVG   | 1    | Front de Gauche, PCF et apparentés |
| Opposition (18 sièges)            |       |       |      |                                    |
| Nouveau Centre                    |       | NC    | 8    | Centre et indépendants             |
| Divers droite                     |       | DVD   | 5    | Centre et indépendants             |
| Union pour un mouvement populaire |       | UMP   | 5    | UMP et apparentés                  |
| Divers (4 sièges)                 |       |       |      |                                    |
| Sans étiquette                    |       | SE    | 1    | Avenir en Somme                    |
| Mouvement démocrate               |       | Modem | 1    | Avenir en Somme                    |
| Divers droite                     |       | DVD   | 1    | Indépendants en Somme              |
| Sans étiquette (ex CPNT)          |       | SE    | 1    | Indépendants en Somme              |
| Président du conseil général      |       |       |      |                                    |
| Christian Manable (PS)            |       |       |      |                                    |

### Élection du président du conseil général
| Candidats           | Partis   | Partis   | Premier tour | Premier tour |
| Candidats           | Partis   | Partis   | Voix         | %            |
| ------------------- | -------- | -------- | ------------ | ------------ |
| Christian Manable * |          | PS       | 28           | 60,87        |
| Daniel Dubois       |          | NC       | 18           | 39,13        |
|                     |          |          |              |              |
| Inscrits            | Inscrits | Inscrits | 46           | 100,00       |
| Exprimés            | Exprimés | Exprimés | 46           | 100,00       |
| * président sortant |          |          |              |              |

### Exécutif
| Titulaire | Titulaire           | Fonction           | Compétences                                                            |
| --------- | ------------------- | ------------------ | ---------------------------------------------------------------------- |
|           | Christian Manable   | Président          |                                                                        |
|           | Francis Lec         | 1er Vice-président | Finances                                                               |
|           | Claude Jacob        | 2e Vice-président  | Enfance                                                                |
|           | Sarah Thuilliez     | 3e Vice-présidente | Insertion                                                              |
|           | Isabelle Demaison   | 4e Vice-présidente | Autonomie                                                              |
|           | Jean-Jacques Stoter | 5e Vice-président  | Aménagement du territoire, Ruralité et Environnement                   |
|           | Pascal Demarthe     | 6e Vice-président  | Education                                                              |
|           | Jean-Louis Piot     | 7e Vice-président  | Culture et Coopération internationale                                  |
|           | Pierre Linéatte     | 8e Vice-président  | Infrastructures, Transports, Sécurité et Communications                |
|           | Catherine Quignon   | 9e Vice-présidente | TPE, Artisanat, Commerces, Création et Transmission d'entreprises      |
|           | René Lognon         | 10e Vice-président | PME, Zones d'activités économiques, Accueil et Recherche d'entreprises |
|           | Jean-Paul Nigaut    | 11e Vice-président | Agriculture                                                            |
|           | Jean-Pierre Tétu    | 12e Vice-président | Habitat, Logement, Cadre de vie et précarité énergétique               |
|           | Gilbert Mathon      | 13e Vice-président | Tourisme, Sport                                                        |